# 李迪 (永樂進士)
李迪（？—？），山東兖州府嘉祥人，明朝政治人物。

## 生平
永乐二年甲申科第三甲进士。英宗正统十四年壬戌，升为福建右参议员外郎；景泰五年春正月丙辰，英宗仍令吏部会同都察院翰林院通将司、府、州、县等衙门来京朝见并在任官员详细加以访察，以公正态度选择仍能任用的官员加以升职任用，不能胜任的官员罢官归田，交予吏部处理。
天顺元年十一月辛酉朔钦天监进天顺二年大统历，命巡按御史以年老不能胜任的理由考察福建右参议李迪辞官的原因。（英宗改元天顺元年春正月二十一日，英宗告即位于宇庙陵寝下诏大赦天下。改景泰八年为天顺元年。）福建右参议李迪以年老成疾不能胜任的理由辞官回乡务农，己未，参议李迪仍能胜任，令其反还原职仍回福建，命抚镇守尚书侍郎都御史等官给李迪官复原职。
宪宗成化二年，整饬边备左都御史李秉奏明皇上四川开州中屯兴州前屯等四卫修筑城池很长时间没有成功，唯迪老仍能堪大任。随后升滦阳等营把总东胜右卫指挥使李迪为署都指挥佥事，至成化十三年闰二月戊午把总开平中屯等卫署都指挥佥事李迪因年老体衰不再能胜任，告老还乡。